# Carlos Pascual (beisbolista)
Carlos Alberto Pascual Lus (13 de marzo de 1931; La Habana, Cuba - 12 de mayo de 2011; Miami Florida), fue un beisbolista que se desempeñaba como lanzador, y entrenador cubano. Firmó con los Senadores de Washington como agente libre antes de la temporada 1949 de las Grandes Ligas, jugando para dicho equipo al año siguiente. Fue apodado Big Potato en EE. UU. y Patato en Latinoamérica.
En la Liga Venezolana de Béisbol Profesional fue mánager de los Navegantes del Magallanes en la temporada 1969-70, consiguiendo el título de liga y posteriormente logra consagrarse campeón en la Serie del Caribe 1970.
Roberto Ortiz beisbolista cubano